# Göran Schauman
Curt Göran Schauman, född 29 augusti 1940 i Helsingfors, Finland, är en finländsk skådespelare.

## Biografi
Han är son till Runar Schauman. 
Bortsett från två år vid Åbo svenska teater 1970–1972 har han under hela sin karriär tillhört Svenska Teatern i Helsingfors.

## Roller (urval)

### Film
- 1978 – Män kan inte våldtas
- 1984 – Dirty Story
- 1986 – På liv och död
- 1990 – Vänner, kamrater
- 1991 – Din vredes dag (TV-serie)
- 1993 – "16" (TV-serie)
- 1995 – Vita lögner
- 2001 – Drakarna över Helsingfors
- 2003 – Emma och Daniel – mötet

### Teater
| År   | Roll | Produktion                                                         | Regi     | Teater          |
| ---- | ---- | ------------------------------------------------------------------ | -------- | --------------- |
| 2007 |      | Mannerheim – mannen och myten Per-Erik Lönnfors och Johan Storgård | Sven Sid | Svenska Teatern |